# Frank và Louie
Frank và Louie, đôi khi được gọi là Frankenlouie (8 tháng 9 năm 1999 - 4 tháng 12 năm 2014), là một con mèo hai mặt (còn được gọi là mèo "janus" hoặc "hai mặt") được biết đến với tuổi thọ bất thường. Nó được Sách Kỷ lục Guinness tuyên bố là con mèo hai mặt còn sống lâu nhất vào năm 2012.

## Đầu đời
Frank và Louie được sinh ra vào tháng 9 năm 1999. Một nhà lai tạo đã đưa Frank và Louie đến Trường Thú y Cummings tại Đại học Tufts kể từ khi chú mèo con được sinh ra với hai khuôn mặt, một tình trạng gọi là bệnh hai mặt. Mèo con ban đầu dự kiến sẽ không sống quá vài ngày, vì động vật có hai mặt thường chết trong khung thời gian đó. Y tá thú y Martha "Marty" Stevens đã đưa chú mèo con về nhà chăm sóc nó và cuối cùng nó đã cho nó ăn 3 tháng. Cuối cùng Frank và Louie đã học cách tự ăn và "phát triển mạnh".
Frank và Louie được sinh ra với một bộ não, nhưng có hai khuôn mặt, hai miệng, hai mũi và ba mắt xanh. Nó chỉ có một cái miệng chức năng, tuy nhiên, với cái kia được sinh ra mà không có hàm dưới. Nó có một thực quản, kết nối với miệng bằng cả hai hàm. Mắt giữa của anh ta không hoạt động và không chớp mắt, điều đó khiến "Frank và Louie dường như đang nhìn chằm chằm ngay cả khi đôi mắt khác của nó đang nhắm lại".

## Công nhận Kỷ lục
Vào năm 2012, Sách kỷ lục Guinness đã công nhận Frank và Louie là chú mèo hai mặt sống lâu đời nhất thế giới. Đây là một sự khác biệt không phổ biến bởi vì hầu hết mèo hai mặt chết trong vài ngày. Armelle deLaforcade của Trường Thú y Cummings tuyên bố: "Bản thân tình trạng này rất hiếm và tôi nghĩ rằng việc con mèo này trở thành mèo lớn, mèo trưởng thành khỏe mạnh là rất đáng chú ý."
Leslie A. Lyons, phó giáo sư tại Trường Đại học Thú y và Phẫu thuật, gọi tuổi thọ của Frank và Louie là "ấn tượng".

## Sau khi công nhận Kỷ luật
Chủ sở hữu Stevens mô tả tính khí của Frank và Louie khi trưởng thành là "rất, rất thoải mái, không sợ mọi người, rất thân thiện và nó thực sự giống một con chó hơn là một con mèo. Nó thích trên dây xích, anh ta đi ngay trong xe; nó thích đi xe hơi ".
Vào tháng 11 năm 2014, sức khỏe của Frank và Louie suy giảm. Stevens đã đưa Frank và Louie trở lại Trường Thú y Cummings nơi cô được thông báo rằng Frank và Louie có khả năng bị ung thư. Vì Frank và Louie "có khả năng đau khổ", Stevens đã quyết định cho anh ta an tử.